# Waldemar Grubba
Waldemar Grubba (Jaraguá do Sul, 12 de setembro de 1901 — 17 de setembro de 1979) foi um político brasileiro.
Filho de Bernardo Grubba e de Maria Moser Grubba. Casou com Edelmira Moritz, com quem teve filhos.
Foi deputado à Assembleia Legislativa de Santa Catarina na 2ª legislatura (1951 — 1955), eleito pelo Partido Social Democrático (PSD).
Foi deputado à Câmara dos Deputados na 6ª legislatura (1967 — 1971), eleito pela Aliança Renovadora Nacional (ARENA).
Foi prefeito municipal de Jaraguá do Sul.